# Parcels
Parcels es una banda australiana de Indietronica proveniente de Byron Bay, Nueva Gales del Sur, formada en 2014. En la actualidad están instalados en Berlín, Alemania. La banda está compuesta por Louie Swain (teclados), Patrick Hetherington (guitarra y teclados), Noah Hill (bajo), Anatole "Toto" Serret (batería y percusión) y Jules Crommelin (guitarra). Parcels se describe a sí mismo como "una especie de mezcla entre electro-pop y disco-soul".
Tras firmar por el sello francés Kitsuné, el grupo saltó a la fama tras la colaboraración con el dúo electrónico Daft Punk en la producción y escritura del sencillo «Overnight» (2017). En 2018 Parcels lanzó su álbum debut homónimo Parcels, con los sencillos «Tieduprightnow», «Bemyself», «Lightenup» y «Withorwithout». El 5 de noviembre de 2021 Parcels publica su segundo álbum, titulado Day/Night. El 20 de octubre de 2023 Parcels publica el segundo álbum Live, titulado Live Vol. 2, con remixes de su álbumes anteriores y usando sonidos más Nu- Disco y electrónicos.

## Historia

### Antecedentes
Los miembros Swain, Hetherington, Hill, Serret y Crommelin crecieron en la ciudad costera de Byron Bay, Nueva Gales del Sur y asistieron a escuelas secundarias cercanas. Swain, Hetherington, Hill y Crommelin asistieron a la escuela Cape Byron Rudolf Steiner, y Serret asistió a la secundaria Byron Bay.
Antes de la formación de Parcels, los miembros de la banda tocaron música juntos dentro y fuera de diferentes bandas  desde que tenían 13 años.  Tocaron en diferentes grupos experimentando con géneros de funk, folk, metal y bluegrass. Serret y Crommelin eran los únicos dos miembros de Parcels que no habían tocado música juntos anteriormente.
Los miembros Swain y Hetherington se habían formado como un dúo de folk acústico llamado 'Louie And Patrick' lanzando dos álbumes digitales a través de Bandcamp, 'We Thought A Kitten Might Lift Our Mother's Spirits' en abril de 2013 y 'We Are Not Convinced There Has Been Any Significantial Improvement' en mayo de 2014.
Swain, Hetherington y los no miembros de Parcels, Merryn Boller y Nick Scales, habían formado como un grupo de raíces 'The Sugar Spinners' en 2013. The Sugar Spinners ganó en el mismo año el BluesFest.
Swain, Hetherington y Serret junto a Jade Deegan, que no es miembro de Parcels, formaron una banda de rock y raíces llamada 'Lifeline'.  La banda recibió difusión en la estación Triple J y ganó un lugar en la alineación de 2012, Splendour in the Grass.
Swain, Hethrington, Hill y el no miembro de Parcels, Merryn Boller formados como 'Potato Potato', fueron emitidos en la emisora nacional Triple J y ganaron un lugar en el Splendour in the Grass 2013.
En su último año de secundaria en 2014,  los cinco niños, Swain, Hetherington, Hill, Serret y Crommelin, se formaron como Parcels. La historia detrás del nombre 'Parcels' difiere de una fuente a otra. Constantemente, los miembros informan haber tomado el nombre de un viejo letrero de tren que residía en la casa de los padres de Swain.  En una entrevista, se dice que el letrero se ve en la pastelería de los padres de Swain. Otro dice que Swain robó el letrero de su estación de tren local y lo colgó en su sótano.

## Discografía

### Álbumes de estudio
- Parcels (2018)
- Day/Night (2021)

### Álbumes en vivo
- Live Vol. 1 (2021)
- Live Vol. 2 (2023)

### EPs
- Clockscared (2015)
- Hideout (2017)

### Sencillos
- Herefore (2016)
- Anotherclock (2016)
- Myenemy (2016)
- Gamesofluck (2016)
- Older (2016)
- Overnight (2017)
- Tieduprightnow (2018)
- Bemyself (2018)
- Lightenup (2018)
- Withorwithout (2018)
- Tape (2019)
- Free (2021)
- Comingback (2021)
- Somethinggreater (2021)
- Theworstthing (2021)
- Famous (2021)
- Leaveyourlove (2024)
- Safeandsound (2025)
- Yougotmefeeling (2025)